# رهام اردبیلی
رُهام اردبیلی
رهام نام قهرمان آذربایجانی است که از خاندان اصیل ایرانی بوده است نژادش به کیانیان باز می‌گردد .درکتاب ویس و رامین فخرالدین اسعد گرگانی نام این پهلوان ایرانی به شرح ذیل ذکرشده است:
| ز هر شهری سپه داری و شاهی   |  | ز هر مرزی پری رویی و ماهی  |
| گزیده هر چه در ایران بزرگان |  | از آذربایگان وز ری و گرگان |
| چو بهرام و رهام اردبیلی     |  | گشسب دیلمی شاهپور گیلی     |

فحرالدین اسعد گرگانی